# ソトアヤム

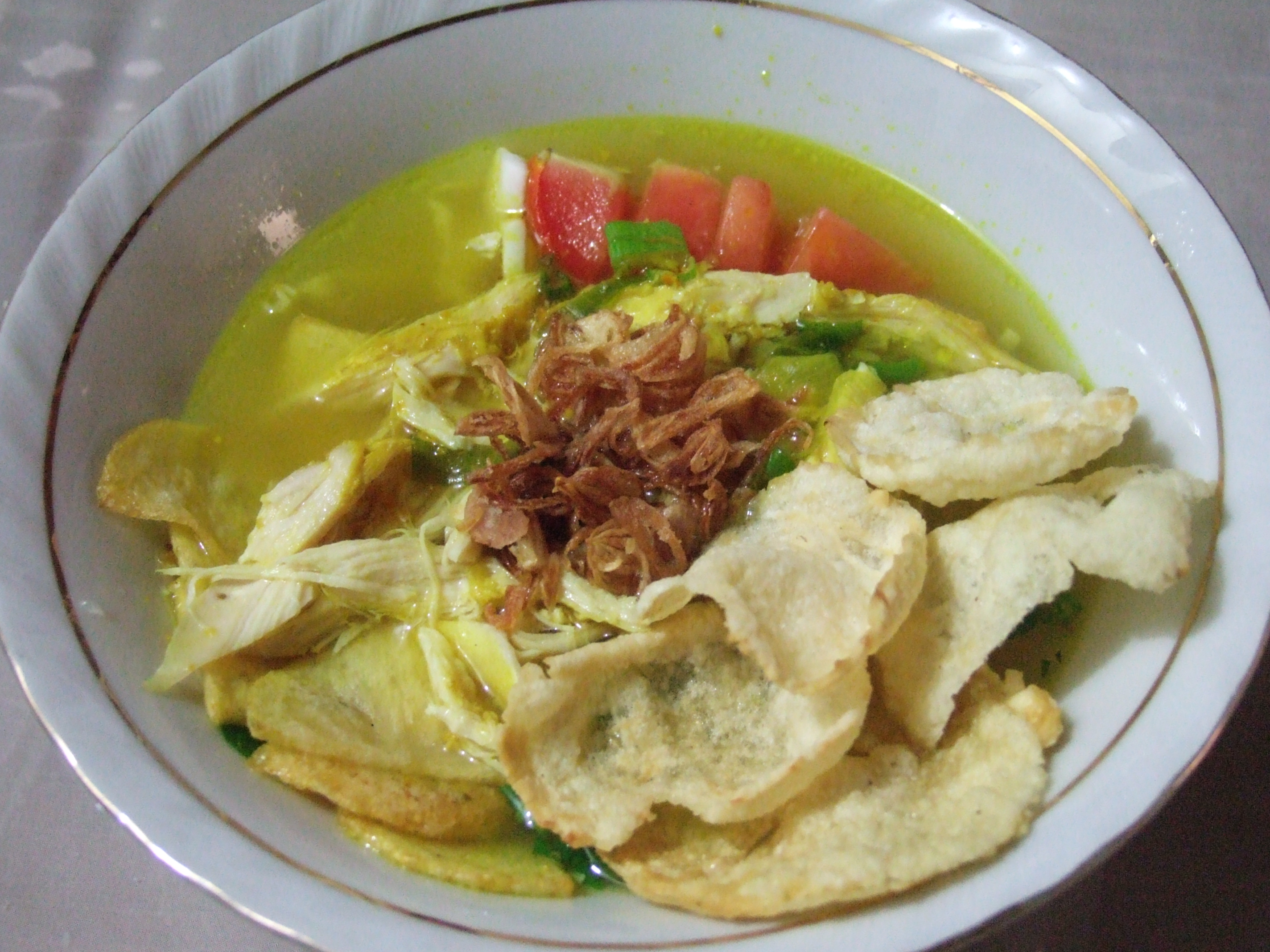
ソトアヤム

ソトアヤム (Soto ayam) はスパイスを多く使った鶏肉のスープで、ソトの一種。インドネシア料理として知られるがシンガポールやマレーシアでも見かけられる。スパイスには主ににんにくなどを使い、ウコンを加え黄色くなったものが一般的。春雨、ゆで卵、セロリ、揚げたジャガイモやエシャロット (Bawang goreng) 、サンバル、クルプックを添える場合もある。人によっては「コヤ」"koya"と呼ばれるえびせんべいと揚げたにんにくを混ぜたスパイスを加えることもある。 インドネシア語でソトはスープを意味し、アヤムは鶏肉を意味する。白米とこれだけで食事をする人が一般的。